# 야요이인

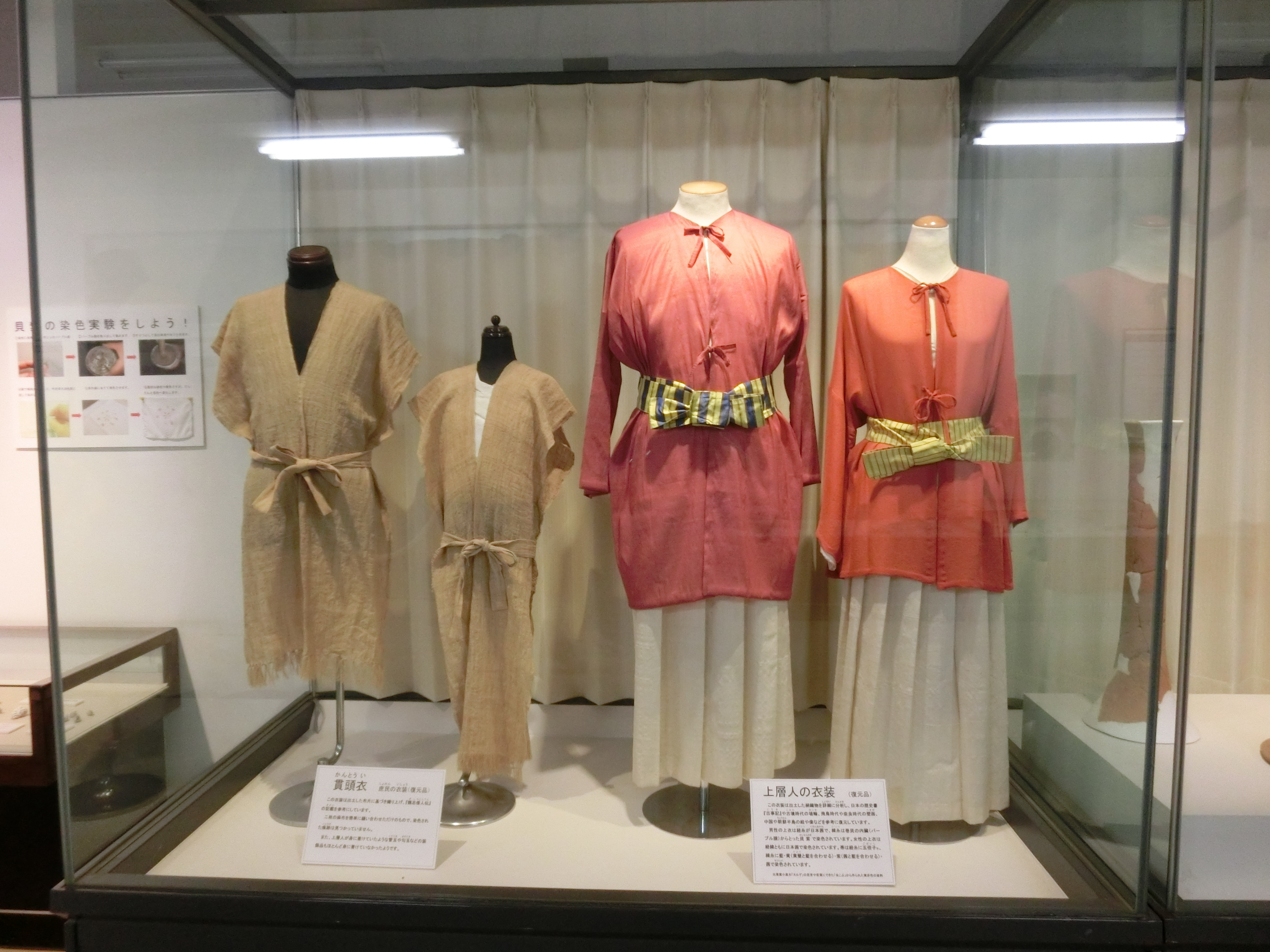
야요이인들의 복장

야요이인(弥生人)은 야요이 시대에 일본 열도에 살았던 사람들이다. 대륙 지역에서 유래한 여러 집단이 야요이인이 되었고, 그들이 야요이시대를 열었다고 한다. 조몬인(縄文人)의 골격은 시기별이나 지역별로 큰 차이 없이 일정한 얼굴형과 체형을 보이는 반면, 야요이인의 골격은 비교적 다양하고, 지역적·시기적 차이가 두드러진다. 야요이인에는 조몬인과 유사한 특징을 가진 사람들(조몬계 야요이인), 한반도와 중국 지린성 근처 대륙 쪽에 있던 사람들과 신체적 특징이 비슷한 사람들(도래계 야요이인), 조몬계와 도래계가 혼합된 듯한 사람들(혼혈계 야요이인) 등이 있었던 것으로 구별된다.
미토콘드리아 DNA와 Y염색체 연구에 따르면, 일본인과 한국인, 중국인의 Y염색체에는 차이가 있어, 야요이 시대 이후 간헐적으로 도래인이 일본에 유입되긴 하였으나, 선주민인 조몬인과 완전히 대립하지 않고 융화·혼혈되었을 가능성이 크다고 추정된다. 또한 일본 열도에는 조몬 시대 이전부터 다양한 계통의 사람들이 유입되었는데, 야요이인도 이처럼 여러 계통을 가졌을 가능성이 높은 것으로 추정된다.

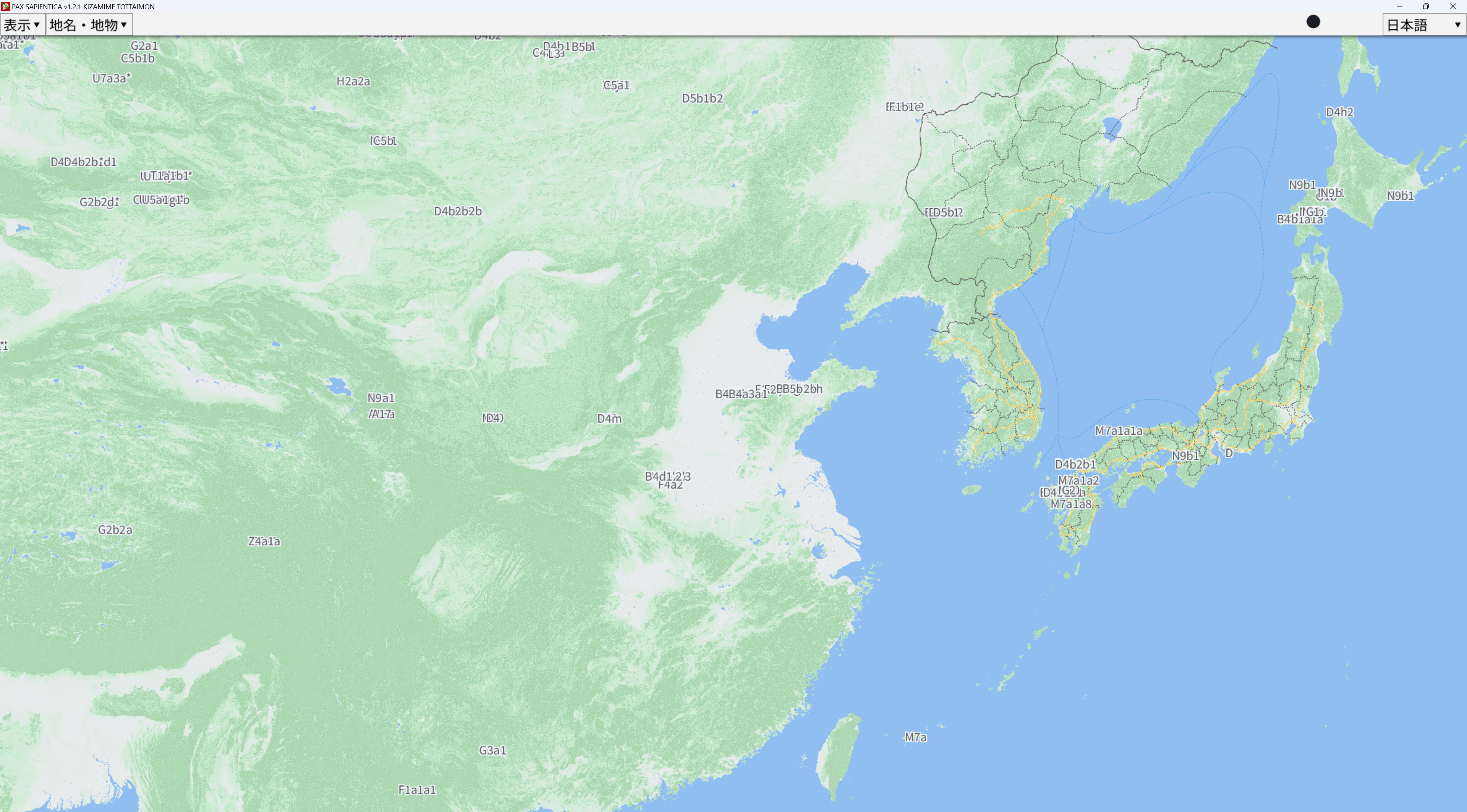
기원전 3-4세기의 동아시아 미토콘드리아 DNA 하플로그룹 분포

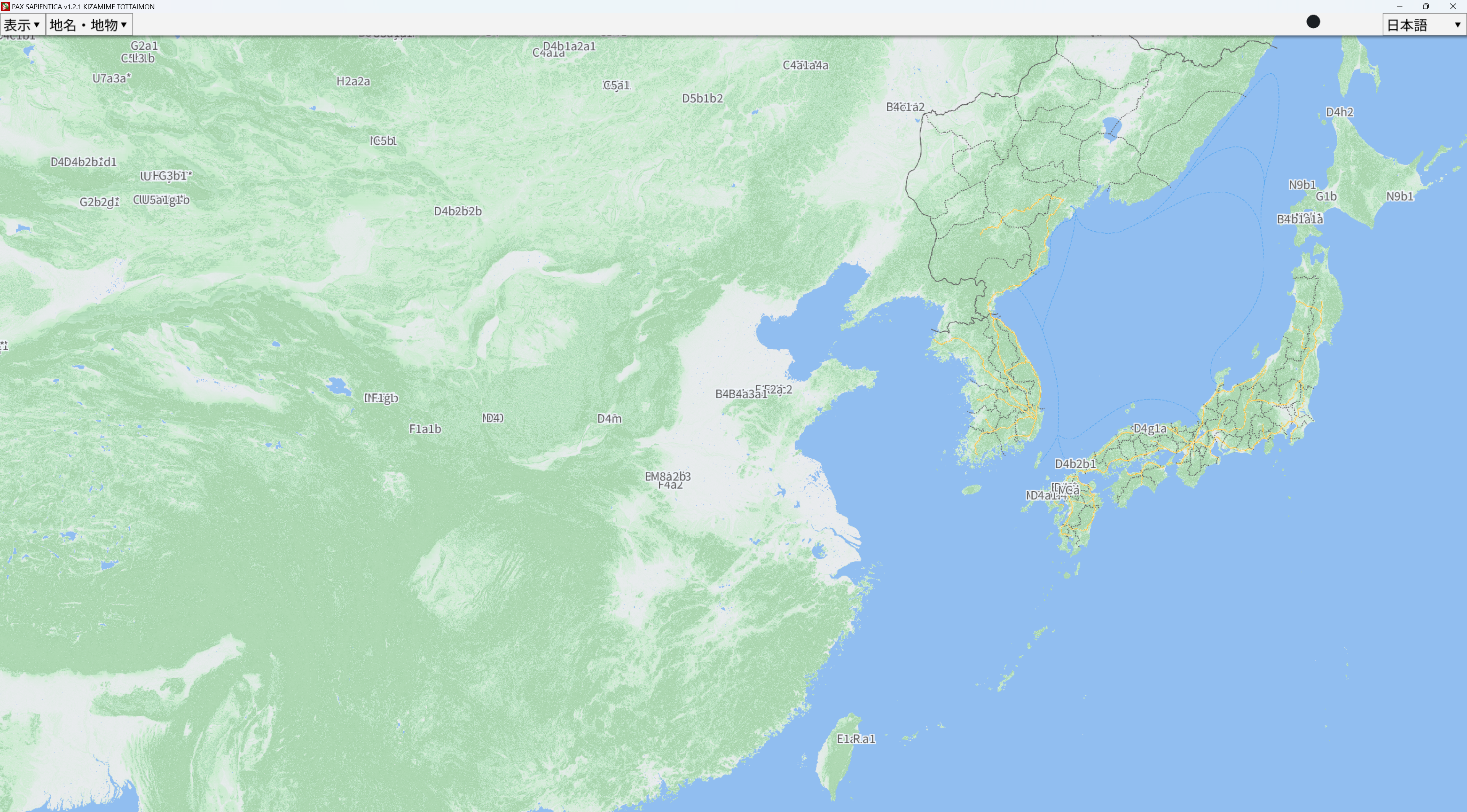
기원전 1-2세기의 동아시아 미토콘드리아 DNA 하플로그룹 분포

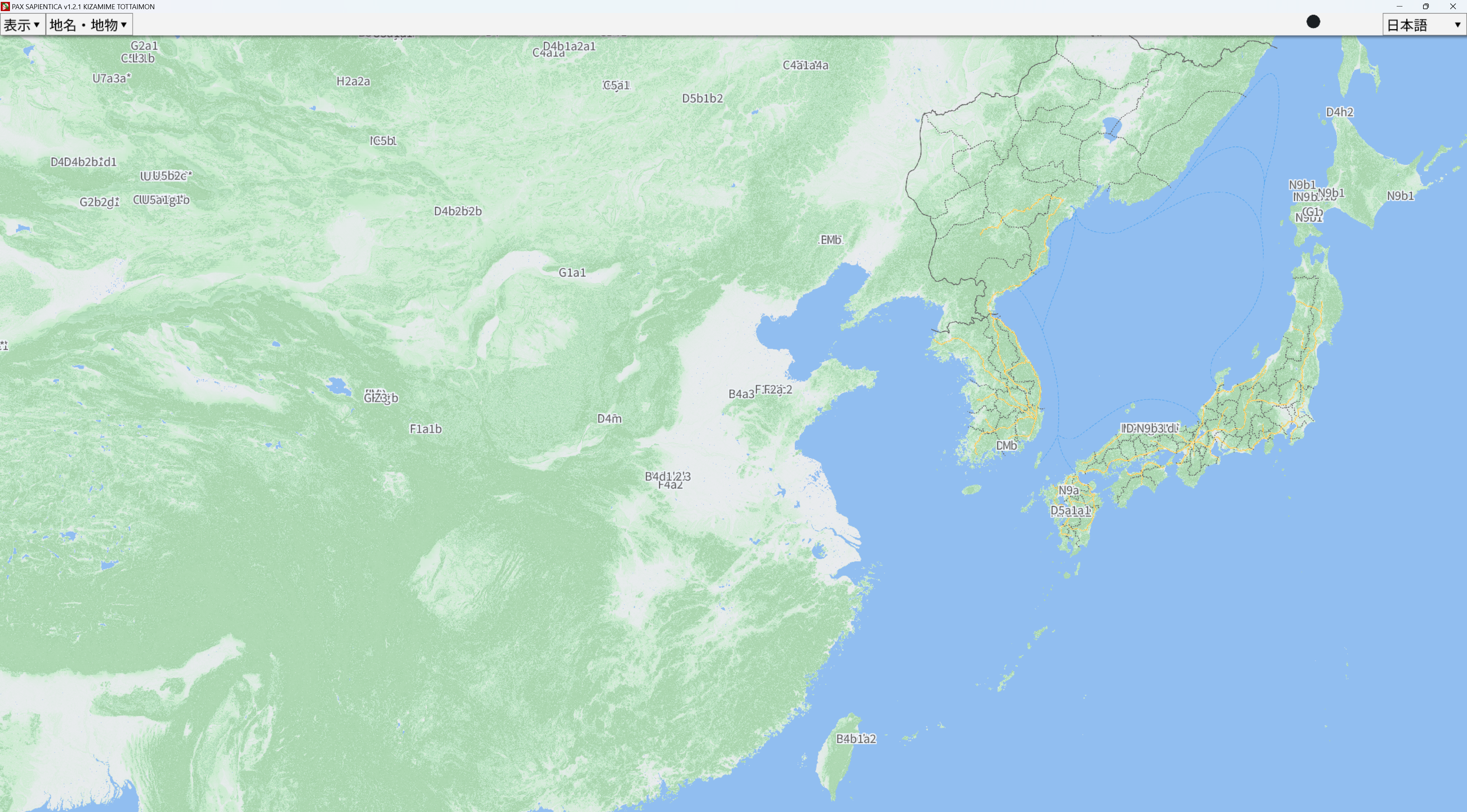
서기 1-2세기의 동아시아 미토콘드리아 DNA 하플로그룹 분포

## 기원
일반적으로 야요이인은 한반도과 산둥반도에서 벼농사를 일본에 전파한 집단으로 여겨져 왔다. 사키타니 미츠루(崎谷満)에 따르면, 일본에 벼농사를 전파한 집단은 Y염색체 하플로그룹 O1b2에 속하는 집단이다. O1b2 계통은 오스트로아시아어족 민족에게서 높은 빈도로 나타나는 O1b1 계통의 자매 계통으로, 만주와 한반도 등 동북아시아 지역에 많이 분포한다. 사키타니는 O1b 계통(O1b1/O1b2)이 한때 양쯔강 문명의 주역이었으나, 양쯔강 문명의 쇠퇴에 따라 O1b1 및 일부 O1b2는 남쪽으로 이동해 백월(百越)로 불리게 되었고, 나머지 O1b2는 북동쪽으로 이동해 한반도와 일본 열도에 도달했다고 주장한다. 그러나 양쯔강 유역이나 강남 지방과 같은 화중 지역에서는 O1b2 계통이 거의 분포하지 않기 때문에, 야요이인의 조상이 양쯔강 문명의 주역이었다는 설은 의문시되고 있다. 백월이라는 집단이 역사적으로 실재했던 것은 확실하지만, O1b2는 중국 화중 지역보다는 주로 한반도에서 많이 발견되므로 최근 연구에서는 양쯔강 문명이 아니라 한반도에서 벼농사를 전파한 집단이 야요이인이라는 설이 제기되고 있다.
시노다(篠田)에 의한 미토콘드리아 DNA 연구에 따르면, 도래계 야요이인과 가장 가까운 지역은 일본에 비교적 가까운 한반도, 랴오닝성, 산둥반도로 나타났다. 또한 핵 DNA의 주성분 분석 결과에 따르면, 야요이인은 현대 일본인과 함께 베이징의 중국인과 조몬인 사이에 위치하며, 오로촌족이나 울치와 같은 고대 북동아시아인과 관련이 깊은 연해주 및 아무르강 유역의 민족과는 거리가 멀다는 것이 밝혀졌다.
도이가하마 유적에서 발견된 야요이인이 북부 몽골로이드의 특징을 보이며, 일본인에게서 나타나는 미토콘드리아 DNA 하플로그룹과 Gm 유전자가 북방형이라는 점 등으로 인해, 야요이인의 기원지를 연해주 남부(러시아)로 보는 견해도 있다. 유전적으로도 동아시아 북동부에서는 하플로그룹 O1b2가 비교적 높은 빈도로 확인되며, 야요이 시대에 널리 보이는 새김무늬토기와 유사한 유형의 토기가 연해주 남서부의 시니-가이 문화에서 발견되기도 한다. 민족학적으로도 유사한 경로를 택한 집단이 추출되고 있는데, 오카 마사오(岡正雄)는 “부계 중심의 ‘하라’ 씨족적, 밭농사-수렵 문화(북동아시아-퉁구스 방면)”, 도리이 류조는 “고유 일본인(한반도를 경유하거나 연해주에서 온 북방계 민족)”이라는 집단을 추정한다.
또한, 일본인의 약 20%에서 보이는 O2 계통도 야요이인에 포함되었을 가능성이 있으나, O1b2와 O2는 각각 다른 기원을 가진 것으로 보이며, 이들이 일본에 도래한 시기와 경로 등은 아직 불명확한 점이 많다.
후쿠오카현 안토쿠다이(安徳台) 유적에서 출토된 전형적인 도래계 야요이인으로 여겨지는 인골의 핵 유전체를 분석한 결과, 이미 야요이 시대 중기에는 조몬인과의 혼혈이 존재했으며, 현대 한국이나 중국 집단보다 현대 일본인 집단에 더 가깝다는 사실이 밝혀졌다. 한편, 조몬인과 유전적으로 가까운 집단이 과거 동아시아 연안부에 널리 존재했을 가능성도 제기되었으며, 한국 남해안의 신석기 시대 인골에서도 고대 동아시아 연안 집단 혹은 조몬인과의 혼혈이 나타나는 점을 통해, 도래계 야요이인이 일본에 오기 전부터 이미 혼혈된 집단이었을 가능성이 제기되고 있다.
언어학적으로는 한반도에서 민무늬토기 시대를 주도한 집단이 반도 일본어에 속하는 언어를 사용했을 것이라는 설이 여러 학자에 의해 제안되고 있다. 이 설에 따르면, 원시 한국어족에 속하는 언어는 고대 만주 남부에서 한반도 북부에 걸쳐 형성되었고, 이후 이 한국어족 집단이 북방에서 남방으로 확장하며, 한반도 중부에서 남부에 존재하던 반도 일본어족 집단을 대체해 나갔다고 한다. 이 과정에서 남쪽으로 밀려난 이들이 야요이인의 조상이 되었다는 것이다. 한편, 도래한 야요이인은 단일 민족이 아닌 여러 계통이 존재했다는 설도 제기되고 있다.

## 특징
머리뼈의 여러 수치들이 도래계 야요이인과 가장 유사한 집단은 신석기 시대의 한반도 남부 사람들, 하남성, 청동기 시대의 장쑤성 동주와 산둥성 린쯔(臨淄) 지역 사람들로 나타났다. 눈구멍은 콧대가 평평하며 세로로 길고 둥글며, 전체적으로 평탄한 형태를 띠고 있다. 치아 크기도 조몬인보다 크고, 평균 신장은 약 162~163cm로 조몬인보다 키가 컸다. 다만, 이러한 인골 자료 대부분은 규슈 북부에서 야마구치현, 시마네현에 걸친 일본해 연안 유적지에서 발굴된 것이다. 남부 규슈에서 홋카이도까지, 다른 지역에서도 유사한 특징을 지닌 야요이 시대의 인골이 발견되었으나, 이들 사이의 인종적 차이와 빈도를 확정할 수 있는 수준에 이르지 못했다. 최근, 후쿠오카현 이토시마반도 신마치 유적에서 대륙식 묘제인 고인돌에서 발견된 인골은 조몬적 관습인 발치 흔적이 있었다. 나가사키현 오토모(大友) 유적의 고인돌군에서도 조몬인의 특성을 가진 다수의 인골이 발견되었다. 또한, 세토 내해 지역인 고베시 신가타 유적의 인골도 조몬적 특징을 지니고 있는 것으로 밝혀졌다. 그러나 후쿠오카시의 사사이(雀居) 유적이나 나라 분지의 타라코-카기(唐古・鍵) 유적에서 출토된 초기 야요이인은 도래계 인골로 판정되고 있다. 즉, 도래계가 먼저 확산되었다고 여겨지는 규슈 북부나 세토 내해, 긴키 지방에서도 야요이 시대 초기 유적에서 출토된 인골 중 도래계로 판정된 것은 조몬계로 분류된 것보다 적다. 이를 통해, 수도 벼농사의 중심지에서도 조몬인들이 벼농사를 지었으며, 대다수의 조몬인과 소수의 대륙계 도래인이 협력하여 농경 사회로 이행했다고 해석하곤 한다.
한편, 1960년대에 이르러 가나세키 다케오(金関丈夫)는 야마구치현 도이가하마(土井ヶ浜) 유적과 사가현 미쓰나가타(三津永田) 유적 등의 후쿠오카 평야에서 발굴된 초기와 중기 야요이인 인골 연구를 통해, 야요이 시대 사람들의 신장이 더 크고, 머리 길이와 얼굴 너비 등이 한반도와 발해만 주변 중국 동북 지역의 인골과 유사하며 조몬인과는 큰 차이가 있다고 지적했다. 이로 인해 조몬인과 다른 사람들이 한반도나 대륙에서 일본으로 이주해 조몬인과 혼혈하여 야요이인이 되었다고 보았다. 이후 연구에서도 앞서 언급한 중국 산둥성 유적에서 발굴된 인골과의 유사성이 지적되고 있다.
또한 하니하라 가즈오(埴原和郎)는 남아시아 기원을 가진 조몬인이 살고 있던 일본 열도에 중국 동북부에 거주하던 퉁구스족 사람들이 유입되어 야요이 문화가 형성되었다는 '이중 구조 모델'을 1991년에 제안하였다. 한편 고대 북동 아시아인과 밀접하게 연관된 퉁구스계 민족이나 니브흐인들이 살던 아무르강 하류에서 유입된 것으로 보이는 오호츠크 문화인들은 치아 치관 크기나 광대뼈 돌출 등의 특징에서 도래계 야요이인이나 그 영향을 크게 받은 현대 일본인과는 전혀 다른 모습을 보였다. 또한 가쿠하리는 이후 서북 규슈 야요이인 표본을 분석하여, 이들에게 고대 북동 아시아인과 관련된 바이칼 호수 주변의 고대 인골과의 혼혈이 나타나며, 고훈 시대 인골 표본이 중국 등 동아시아 집단과의 혼혈을 포함한 일본인은 삼중 구조를 가지고 있다고 제안하였다.
하니하라는 인구학적 추정에 따르면 야요이 시대에서 고훈 시대에 걸쳐 일반적인 농경 사회의 인구 증가율로는 설명되지 않는 급격한 인구 증가가 발생했으므로, 이 기간에 약 100만 명 규모의 도래인이 유입되었을 것이라는 대량 도래설도 제안하였다. 반면 나카하시 등의 연구는 적은 양의 도래와 높은 인구 증가율이 결합되면 도래계 야요이인 중심의 인구 증가는 설명 가능하다고 보고 있다. 이 문제에 대해서는 일본 국립역사민속박물관 연구팀이 야요이 시대의 시작 연대를 약 500년 앞당긴 결과를 발표함으로써, 소수의 도래인을 가정해도 높은 인구 증가율을 고려할 필요가 없어지면서 논쟁이 종결되었다.
사하라 마코토(佐原真)는 후쿠오카 평야와 사가 평야 등의 북규슈 지역 일부에서 조몬인과 야요이인이 혼혈하여 야요이 문화를 형성한 뒤 동쪽으로 이동했으며, 혼혈이 나고야와 단고반도를 잇는 선까지 확산되면서 논농사가 정착했다고 주장하였다.

## 규슈 야요이인의 종류
규슈의 야요이인은 다음과 같이 세 가지 유형으로 구분된다: 북부 규슈에 대륙으로부터 건너온 "도래계 야요이인," 가고시마현 부근에 살며 극단적인 단두형(短頭型) 두개골을 지닌 "남규슈 야요이인," 그리고 나가사키현 부근에 거주하던 "서북 규슈 야요이인"이다. 남규슈 야요이인과 서북 규슈 야요이인에 대해서는 형질적으로 조몬인의 후손으로 여겨져 왔다.
최근의 핵 게놈 분석에 따르면 서북 규슈 야요이인은 도래계 야요이인과 상당한 혼혈이 진행되었음이 밝혀졌다. 그러나 같은 표본을 사용한 다른 분석에서는 서북 규슈 야요이인이 도래계 야요이인이 아니라 고대 북동 아시아인 계통과 혼혈을 이루었다는 결과도 나와 있다.

## 게코(下戸)
야요이인과 관련된 신체적 특성으로 "게코(下戸)"가 있다. 게코는 체질적으로 술이나 알코올 음료를 마실 수 없는 사람을 의미한다.
게코 유전자를 가진 사람은 중국 남부와 일본에 집중되어 있으며, 논농사가 시작된 중국 남부에서의 농경지대 특유의 감염병에 대한 자연 선택의 결과일 가능성이 제기되고 있다.

## 같이 보기
- 일본인
- 도래인
- 왜인
- 서복
- 신석기 시대
- 벼
- 반도 일본어